# Константиновка (Шиловский район)
Константиновка — деревня в Шиловском районе Рязанской области в составе Боровского сельского поселения.

## Географическое положение
Деревня Константиновка расположена на Окско-Донской равнине у истоков реки Уша (приток Мильчуса) в 22 км к северо-востоку от пгт Шилово. Расстояние от деревни до районного центра Шилово по автодороге — 26 км.
Деревня Константиновка окружена значительными лесными массивами. На северо-западной окраине деревни — пруд, к востоку от неё — урочище Мурское Поле, к юго-востоку — балка Чуфистовка. Ближайшие населенные пункты — деревни Александровка, Красный Хутор и поселок Ольховка 2 (Чучковский район).

## Население
По данным переписи населения 2010 г. в деревне Константиновка постоянно проживают 4 чел.
| 1859 | 1906 | 2010 |
| ---- | ---- | ---- |
| 354  | ↗387 | ↘4   |

## Происхождение названия
Вплоть до начала XX в. деревня носила название Карловка, Константиновка тож. Первое наименование она получила по имени своего основателя и первого владельца, немецкого предпринимателя Карла Геннике, второе по своему другому владельцу — Константину Николаевичу Смольянинову.

## История
В 1841 г. немецкий предприниматель и аптекарь Карл Иванович Геннике (+1854 г.) учредил в Сапожковском уезде у истоков реки Уши (Углы) стекольный завод с использованием труда крепостных крестьян, являвшийся отделением Кирицкой зеркальной фабрики. Возникшее рядом с заводом поселение получило название деревни Карловки.
После смерти в 1854 г. К. И. Геннике его имение и завод в Карловке перешли вначале по завещанию его брату, врачу Денису Ивановичу Геннике, который уже в 1855 г. продал их мужу своей племянницы Елены Николаевны Смольяниновой (урожденной Любиевской) — Константину Николаевичу Смольянинову (1818+1872 гг.), служившему до этого управляющим имениями К. И. Геннике. К. Н. Смольянинов, страстный любитель псовой охоты, устроил на окраине Карловки свою охотничью усадьбу, а в самой деревне на его средства была построена часовня во имя святого Константина Великого.
В 1872 г. стекольный завод и усадьба в Карловке перешли по наследству двоюродному брату К. Н. Смольянинова Владимиру, и его детям — губернским секретарям Александру и Николаю Владимировичам. В это время, в связи с отменой крепостного права, Кирицкая зеркальная фабрика вступает в пору упадка и спада производства. В то же время в 1877 г. в Карловке была открыта земская приходская школа.
К 1888 г., по данным И. В. Добролюбова, деревня Карловка относилась к приходу Васильевской церкви села Боровое и в ней насчитывалось 67 дворов.

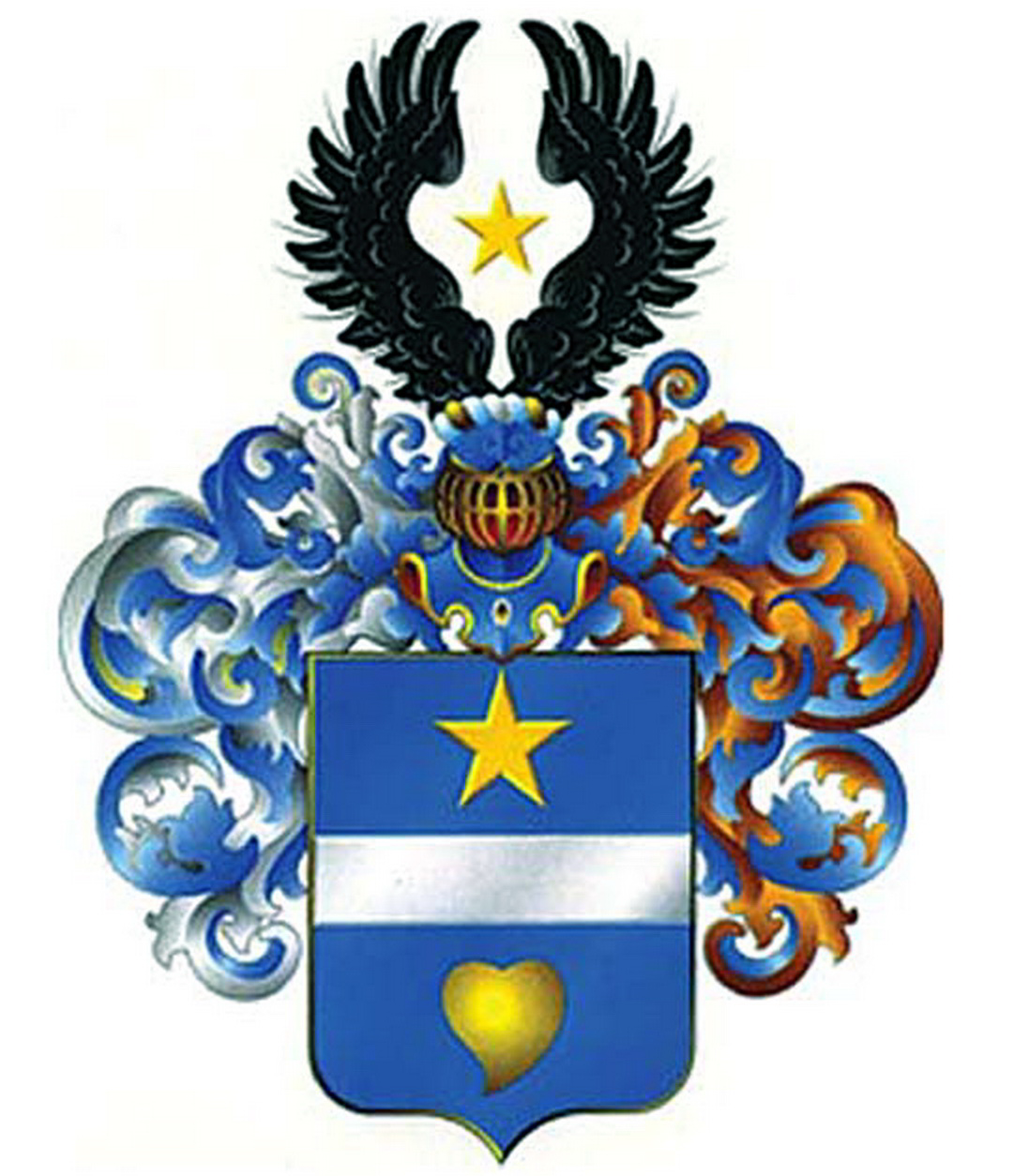
Герб рода дворян фон Дервизов.

В 1892 г. Кирицкая зеркальная фабрика и стекольный завод в деревне Карловка были закрыты, а имения с фабричными постройками проданы известному предпринимателю и меценату Сергею Павловичу фон Дервизу (1863+1943 гг.). С. П. Дервиз перестроил усадьбу в Карловке; всего в окрестностях деревни ему принадлежало 3000 дес. земли, в основном леса.
В 1905 г. в деревне Карловка был построен храм во имя преподобного Сергия Радонежского, и её статус был повышен до села.

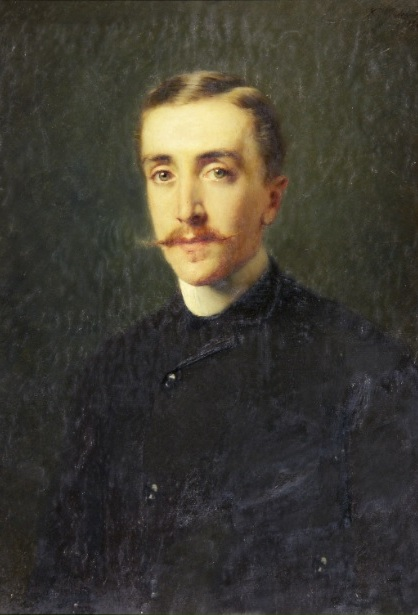
Фон Дервиз Сергей Павлович (1863 – 1943), предприниматель и меценат, владелец села Карловки (совр. Константиновки).

В начале 1-й мировой войны 1914—1918 гг., когда в России развернулась борьба против всего немецкого и запрещались немецкие общества, памятники, переименовывались города и села, носившие подозрительные названия, этот процесс затронул и деревню Карловку. В конце октября 1914 г. рязанский губернатор получил циркулярное письмо МВД с наставлением на скорейшее переименование поселений с немецкими названиями. Право переименовать предоставлялось губернскому присутствию, куда губернатор мог приглашать с совещательным голосом людей, которые «могли бы своими познаниями в области местной истории и местного быта способствовать усиленной разработке вопроса». Губернатор в спешном порядке затребовал из уездов сведения о населенных пунктах с немецкими названиями.
В то же время сельский и волостной сходы в селе Карловка ходатайствовали перед губернским присутствием о его переименовании в Константиновку, а Карловской волости в Константиновскую. Патриотически настроенные крестьяне считали, что более подходящим будет сохранение имени русского помещика, построившего к тому же в селе часовню в честь святого Константина Великого. Первое собрание комиссии по переименованию состоялось 20 декабря 1914 г. На нём присутствовало множество официальных лиц, представителей архивной комиссии. Заслушав сообщения из Сапожковского уезда, комиссия согласилась с пожеланием крестьян.
Своеобразное «открытие» в марте 1915 г. сделала Казенная палата. Проверка окладных книг обнаружила невдалеке от бывшей Карловки деревню Карловские Выселки. Не зная, распространяется ли на неё постановление комиссии, палата завязала переписку с присутствием. Запрошенный земский начальник ответил, что сами жители деревни именуют свой населенный пункт Константиновскими Выселками. После этого губернское присутствие поспешило оповестить все заинтересованные учреждения о распространении постановления по переименованию села Карловка и волости на деревню Карловские Выселки.
После Октябрьской революции 1917 г. и установления советской власти Сергиевская церковь в селе Константиновка была разрушена. Усадьбу фон Дервизов на северо-западной окраине села на берегу большого пруда заняла сельская начальная школа. Убранство усадебного дома было великолепным для сельской местности: на потолке была выполнена лепнина, стены покрыты росписью на манер обоев, все наличники и ставни резные, световые окна в сенях были застеклены слюдообразным стеклом разного цвета на манер витражей (стекло изготавливалось на местном стекольном заводе).
Впоследствии статус села был понижен до уровня деревни. В 1960-е гг., после закрытия школы, усадебный дом фон Дервизов был отдан под жилье и в нём жил местный егерь — Л. Ф. Киселев с семьей, частыми гостями в доме были охотники. После отъезда хозяев дом пустовал и использовался лишь зимой как охотничий домик, а после смерти егеря в 1994 г. и вовсе был заброшен. К 1996 г. от дома остались только стены, а в период с 1997 г. по 1999 г. дом стал пристанищем бомжей и в конечном итоге пал жертвой пожара.
Выселками из деревни Константиновка является деревня Красный Хутор Шиловского района Рязанской области.

## Транспорт
В 1 км к северо-западу от деревни Константиновка находится остановочный пункт «Александровка» железнодорожной линии «Шилово — Касимов» Московской железной дороги.

## Достопримечательности
- Усадьба дворян Смольяниновых — фон Дервизов, конец XIX в. Сохранность низкая: сохранился руинированный усадебный дом, пруд и регулярный парк из смешанных пород деревьев.